# Семешкино (Гагаринский район)
Семешкино — деревня в Гагаринском районе Смоленской области России. Входит в состав Потаповского сельского поселения. Население — 15 жителей (не постоянное) (2023 год). Не стоит путать с поселком такого же названия, это два разных поселка в разных районах.
Расположена в северо-восточной части области в 12 км к юго-западу от Гагарина, в 1 км севернее автодороги М1 «Беларусь», на берегу реки Сежа. В 8 км севернее деревни расположена железнодорожная станция Василисино на линии Москва — Минск.

## История
В годы Великой Отечественной войны деревня была оккупирована гитлеровскими войсками в октябре 1941 года, освобождена в марте 1943 года.